# Ephebe japonica
Ephebe japonica är en lavart som beskrevs av Asahina & Henssen. Ephebe japonica ingår i släktet Ephebe och familjen Lichinaceae.   Inga underarter finns listade i Catalogue of Life.